# Liste bekannter österreichischer USA-Emigranten
Diese Liste bekannter österreichischer USA-Emigranten enthält die Namen von bekannten Persönlichkeiten, die Österreich oder einen der Territorialstaaten, aus denen Österreich hervorgegangen ist, verlassen haben, um sich dauerhaft in den Vereinigten Staaten oder in einer der Kolonien niederzulassen, aus denen die USA ab 1776 hervorgegangen sind.
Hinweis: Sortierkriterium ist das Jahr der Einwanderung in die Vereinigten Staaten. Das Land der Herkunft vor dem Entstehen der ersten Republik ist nicht explizit angeführt. Weiters befinden sich keine Personen österreichischer Abstammung in der Aufzählung, die in Amerika geboren wurden.

## 17. Jahrhundert
| Name             | Lebensdaten | Emigration | Anmerkungen                | Referenzen |
| ---------------- | ----------- | ---------- | -------------------------- | ---------- |
| Johannes Kelpius | 1673–1708   | 1694       | Siedler, religiöser Führer | [ 1 ]      |

## 19. Jahrhundert

### 1804–1867 (Kaisertum Österreich)
| Name                    | Lebensdaten | Emigration | Anmerkungen                                                             | Referenzen |
| ----------------------- | ----------- | ---------- | ----------------------------------------------------------------------- | ---------- |
| Franz Martin Drexel     | 1792–1863   | 1817       | Künstler, Bankier, Gründer von Drexel & Co. (1837)                      |            |
| Ignaz Pilat             | 1820–1870   | 1856       | Gärtner, oberster Landschaftsgärtner des Central Parks in New York City | -          |
| Frederick Gottwald      | 1858–1941   | 1859       | Maler                                                                   | [ 3 ]      |
| Frederick Xavier Katzer | 1844–1903   | 1864       | römisch-katholischer Erzbischof von Milwaukee                           | -          |

### 1867–1900 (Österreich-Ungarn)
| Name               | Lebensdaten | Emigration | Anmerkungen                                                               | Referenzen  |
| ------------------ | ----------- | ---------- | ------------------------------------------------------------------------- | ----------- |
| Ascher Silberstein | 1852–1909   | 1867       | Siedler, Cowboy, Bankier                                                  |             |
| Alois Gassner      | 1847–1916   | 1867       | Pionier und Grossrancher in Oregon                                        | [ 4 ]       |
| Justina Gassner    | 1848–1920   | 1867       | Pionier und Grossrancher, geborene Lampert                                |             |
| Joseph Putzer      | 1836–1904   | 1876       | Redemptorist, Theologe, Kirchenrechtler                                   |             |
| Leo Buerger        | 1879–1943   | 1880       | Pathologe, Chirurg, Urologe                                               | -           |
| Rade Grbitch       | 1870–1910   | 1887       | Soldat, Träger der Medal of Honor                                         | [ 5 ]       |
| Karl Bitter        | 1867–1915   | 1889       | Bildhauer                                                                 | -           |
| Josef Peukert      | 1855–1910   | 1890       | Journalist, Aktivist in Sachen Anarchismus                                | -           |
| Demetri Corahorgi  | 1880–1973   | 1897       | Soldat, Träger der Medal of Honor                                         | [ 6 ] [ 7 ] |
| Rudolf Schwarz     | 1840–1912   | 1897       | Bildhauer, Mitarbeiter am Soldiers’ and Sailors’ Monument in Indianapolis |             |
| Nettie Rosenstein  | 1890–1980   | 1899       | Modedesignerin, angeblich Erfinderin des „Kleinen Schwarzen“              | [ 8 ] [ 9 ] |

## 20. Jahrhundert

### 1901–1918 (Österreich-Ungarn inklusive Erster Weltkrieg)
| Name                      | Lebensdaten | Emigration | Anmerkungen                                                  | Referenzen |
| ------------------------- | ----------- | ---------- | ------------------------------------------------------------ | ---------- |
| Fritzi Scheff             | 1879–1954   | 1900       | Schauspielerin                                               | [ 10 ]     |
| Joe Jagersberger          | 1884–1952   | 1902       | Rennfahrer                                                   |            |
| Isidor Isaac Rabi         | 1898–1988   | 1902       | Physiker, Nobelpreisträger für Physik (1944)                 | -          |
| Jack Root                 | 1876–1963   | 1902       | Boxer                                                        | -          |
| Moritz Adolph Jagendorf   | 1888–1981   | 1903       | Schriftsteller                                               |            |
| Max Steiner               | 1888–1971   | 1904       | Komponist                                                    | -          |
| Ralph Hitz                | 1891–1940   | 1906       | Hotelier                                                     |            |
| Josef von Sternberg       | 1894–1969   | 1908       | Regisseur, zweifache Oscar-Nominierung                       | -          |
| Albertina Rasch           | 1891–1967   | 1909       | Ballerina, Choreografin                                      |            |
| Erich von Stroheim        | 1885–1957   | 1909       | Regisseur, Schauspieler, Schriftsteller                      | -          |
| Eddie Polo                | 1875–1961   | 1912       | Schauspieler, Regisseur                                      | -          |
| Mike Mazurki              | 1907–1990   | 1913       | Schauspieler                                                 | -          |
| Paul T. Frankl            | 1886–1958   | 1914       | Einrichtungsdesigner, Architekt, Maler                       |            |
| Raphael Kirchner          | 1875–1917   | 1914       | Maler, Illustrator                                           | -          |
| Helly Möslein             | 1914–1998   | 1914       | Textdichterin, Soubrette, Kabarettistin                      |            |
| Rudolph Michael Schindler | 1887–1953   | 1914       | Architekt, Designer und Erbauer des Lovell Beach House       | -          |
| Vincent Bach              | 1890–1976   | 1914       | Musiker, Musikinstrumentenbauer                              | -          |
| Joseph Zack Kornfeder     | 1898–1963   | 1915       | Politiker, Führer der Kommunistischen Partei der USA (CPUSA) |            |

### 1919–1933 (Republik Österreich)
| Name                    | Lebensdaten | Emigration | Anmerkungen                                                                              | Referenzen |
| ----------------------- | ----------- | ---------- | ---------------------------------------------------------------------------------------- | ---------- |
| Joseph Schildkraut      | 1896–1964   | 1920       | Schauspieler, Oscargewinner (Bester Nebendarsteller) für Das Leben des Emile Zola (1938) | -          |
| Oskar Baudisch          | 1881–1950   | 1920       | Biochemiker, Strahlenforscher                                                            | -          |
| Carl Ferdinand Cori     | 1886–1984   | 1922       | Arzt, Physiologe, Biochemiker, Pharmakologe, Nobelpreisträger für Medizin (1947)         | -          |
| Gerty Cori              | 1896–1957   | 1922       | Biochemikerin, Nobelpreisträger für Medizin (1947)                                       | -          |
| Walt Gorney             | 1912–2004   | 1922       | Schauspieler                                                                             |            |
| Mark Freeman            | 1908–2003   | 1923       | Schauspieler                                                                             |            |
| Richard Neutra          | 1892–1970   | 1923       | Architekt                                                                                | -          |
| Frederick Loewe         | 1901–1988   | 1924       | Komponist                                                                                | -          |
| Wolfgang B. Klemperer   | 1893–1965   | 1924       | Flugzeugbauer, Luft- und Raumfahrtingenieur                                              | [ 11 ]     |
| Hans Spialek            | 1894–1983   | 1924       | Komponist                                                                                |            |
| Michael Curtiz          | 1888–1962   | 1926       | Filmregisseur, Oscargewinner (Regie) für Casablanca (1944)                               | -          |
| Karl Ferdinand Herzfeld | 1892–1978   | 1926       | Physiker                                                                                 | -          |
| Greta Kempton           | 1901–1991   | 1926       | Kunstbeauftragte für das Weiße Haus in der Ära Truman                                    |            |
| Salo Wittmayer Baron    | 1895–1989   | 1927       | Historiker                                                                               | -          |
| Siegfried Wortmann      | 1908–1951   | 1927       | Fußballspieler                                                                           | -          |
| Greta Keller            | 1903–1977   | 1928       | Chansonsängerin                                                                          | -          |
| Karl Landsteiner        | 1868–1943   | 1929       | Pathologe, Serologe, Nobelpreisträger für Medizin (1930)                                 | -          |
| Fred Zinnemann          | 1907–1997   | 1929       | Filmregisseur                                                                            | -          |
| Karl Menger             | 1902–1985   | 1930       | Mathematiker                                                                             | -          |
| Walter Slezak           | 1902–1983   | 1930       | Schauspieler, Filmschauspieler                                                           | -          |
| Herbert Feigl           | 1902–1988   | 1931       | Philosoph                                                                                | -          |
| Tilly Losch             | 1903–1975   | 1931       | Tänzerin, Schauspielerin, Choreografin, Malerin                                          | -          |

### 1933 (Selbstausschaltung des Österreichischen Parlaments)
Hinweis: Wegen der Selbstausschaltung des Österreichischen Parlaments und der gleichzeitigen Machtergreifung der Nationalsozialisten in Deutschland beschlossen viele österreichische Staatsbürger mit Wohnsitz in Deutschland bereits 1933, den Kontinent zu verlassen.
| Name               | Lebensdaten | Anmerkungen                                                                                            | Referenzen |
| ------------------ | ----------- | --- | ---------- |
| Billy Wilder       | 1906–2002   | Drehbuchautor, Filmregisseur, Filmproduzent, Oscargewinner (Regie) für Das verlorene Wochenende (1946) | -          |
| William Lee Wilder | 1904–1982   | Drehbuchautor, Filmproduzent, Bruder von Billy Wilder                                                  |            |
| Lotte Lenya        | 1898–1981   | Schauspielerin, Sängerin                                                                               | -          |
| Joe May            | 1880–1954   | Filmregisseur, Filmproduzent                                                                           | -          |
| Arnold Schönberg   | 1874–1951   | Komponist, Musiktheoretiker, Kompositionslehrer, Maler, Dichter, Erfinder                              | -          |
| Kurt Robitschek    | 1890–1950   | Theater-Direktor                                                                                       | -          |
| Peter Drucker      | 1909–2005   | Ökonom, Pionier der modernen Managementlehre                                                           | -          |
| Igor Gorin         | 1904–1982   | Bariton, Lehrer                                                                                        |            |
| Peter Lorre        | 1904–1964   | Filmschauspieler, Drehbuchautor, Filmregisseur                                                         | -          |
| Fritz Stiedry      | 1883–1968   | Komponist                                                                                              |            |

### 1934–1938 (Bundesstaat Österreich)
| Name                    | Lebensdaten | Emigration | Anmerkungen                                                                             | Referenzen    |
| ----------------------- | ----------- | ---------- | --------------------------------------------------------------------------------------- | ------------- |
| Henry Otto Pollak       | * 1927      | 1934       | Mathematiker, Vortragender an der Columbia University                                   |               |
| Karl H. Pribram         | 1919–2015   | 1934       | Neurochirurg, Neurowissenschaftler                                                      | [ 12 ] [ 13 ] |
| Walter Adams            | 1922–1998   | 1935       | Soldat, Teilnehmer am D-Day, Wirtschaftswissenschaftler                                 | [ 14 ]        |
| Egon Brunswik           | 1903–1955   | 1935       | Psychologe                                                                              | -             |
| Paul Henreid            | 1908–1992   | 1935       | Schauspieler, Victor Laszlo in Casablanca (1942)                                        | -             |
| Herta Herzog            | 1910–2010   | 1935       | Sozialwissenschaftlerin, Kommunikationsforscherin                                       | -             |
| Wolfgang Pauli          | 1900–1958   | 1935       | Physiker, Mitbegründer von CERN, Nobelpreisträger für Physik (1945)                     | -             |
| Herbert Penzl           | 1910–1995   | 1935       | Philologe, Sprachwissenschaftler                                                        | [ 15 ]        |
| Felix George Rohatyn    | 1928–2019   | 1935       | Investmentbanker, ehem. Botschafter der Vereinigten Staaten, Berater der Demokraten     | [ 16 ]        |
| Joachim „Jean“ Aberbach | 1910–1992   | 1936       | Musikverleger                                                                           | [ 17 ]        |
| Julian Aberbach         | 1909–2004   | 1936       | Musikverleger                                                                           | [ 18 ]        |
| Christopher Alexander   | * 1936      | 1936       | Architekt                                                                               | -             |
| Arthur Casagrande       | 1902–1981   | 1936       | Bodenmechaniker, Geotechniker, Bauingenieur                                             | -             |
| George Froeschel        | 1891–1979   | 1936       | Drehbuchautor                                                                           |               |
| Harry Horner            | 1910–1994   | 1936       | Art-Director, Regisseur, Produzent, zweifacher Oscargewinner (Bestes Szenenbild)        | -             |
| Paul Amadeus Pisk       | 1893–1990   | 1936       | Musikwissenschaftler, Komponist                                                         | -             |
| Fritz Rotter            | 1900–1984   | 1936       | Schriftsteller, Komponist                                                               | -             |
| Manfred Sakel           | 1900–1957   | 1936       | Mediziner, Entdecker der Insulinschocktherapie                                          | -             |
| Emil Artin              | 1898–1962   | 1937       | Mathematiker                                                                            | -             |
| Vanessa Brown           | 1928–1999   | 1937       | Schauspielerin                                                                          | -             |
| Riane Eisler            | * 1937      | 1937       | Rechtswissenschaftlerin, Soziologin, Schriftstellerin, Aktivistin                       | -             |
| Hedy Lamarr             | 1914–2002   | 1937       | Schauspielerin, Erfinderin des Frequenzsprungverfahrens                                 | -             |
| Erich Leinsdorf         | 1912–1993   | 1937       | Dirigent                                                                                | -             |
| Walter Reisch           | 1903–1983   | 1937       | Drehbuchautor, Oscargewinner (Bestes Originaldrehbuch) für Untergang der Titanic (1954) | -             |
| Hans J. Salter          | 1896–1994   | 1937       | Kapellmeister, Filmkomponist                                                            | -             |
| Victor Weisskopf        | 1908–2002   | 1937       | Physiker, Mitarbeiter am Manhattan-Projekt, Direktor von CERN                           | -             |
| Alma Wittlin            | 1899–1992   | 1937       | Autorin, Kunsthistorikern, Museumspädagogin                                             | -             |

### 1938 (Anschluss Österreichs)
| Name                      | Lebensdaten | Anmerkungen                                                                                                 | Referenzen |
| ------------------------- | ----------- | --- | ---------- |
| Walter Abish              | 1931–2022   | Schriftsteller                                                                                              |            |
| Franz Alt                 | 1910–2011   | Mathematiker, Informatiker                                                                                  |            |
| Maria Altmann             | 1916–2011   | Kunstsammlerin                                                                                              |            |
| John Banner               | 1910–1973   | Schauspieler                                                                                                | [ 19 ]     |
| Noemie Benczer Koller     | * 1933      | Kernphysikerin, erster weiblicher Professor an der Rutgers University                                       | [ 20 ]     |
| Armin Berg                | 1883–1956   | Kabarettist, Komponist, Pianist, Schriftsteller                                                             |            |
| Gustav Bergmann           | 1906–1987   | Wissenschaftstheoretiker, Philosoph                                                                         |            |
| Marianne Beth             | 1890–1984   | Rechtswissenschaftlerin, Soziologin, Frauenrechtlerin                                                       |            |
| Bruno Bettelheim          | 1903–1990   | Psychoanalytiker, Kinderpsychologe                                                                          |            |
| Freddy Bienstock          | 1928–2009   | Musikproduzent                                                                                              |            |
| Eduard Bloch              | 1872–1945   | Arzt |            |
| Walter Bricht             | 1904–1970   | Komponist                                                                                                   |            |
| Gertrude Godwyn Bunzel    | 1910–1986   | Tänzerin, Tanzpädagogin                                                                                     |            |
| Joseph Hans Bunzel        | 1907–1975   | Soziologe, Schriftsteller                                                                                   |            |
| Victor Conrad             | 1876–1962   | Klimatologe, Geophysiker (Seismologe)                                                                       |            |
| Carl Djerassi             | 1923–2015   | Chemiker, Schriftsteller                                                                                    |            |
| Shmuel Ehrenfeld          | 1891–1980   | Rabbiner, Tora-Führer, Errichter der jüdischen Gemeinschaft im Nachkriegs-Amerika                           | [ 21 ]     |
| Karl Farkas               | 1893–1971   | Schauspieler, Kabarettist                                                                                   |            |
| Felix Fleischner          | 1893–1969   | Radiologe, Mitbegründer der Radiologie am AKH Wien, Vortragender an der Harvard Medical School              | [ 22 ]     |
| Herbert Furth             | 1899–1995   | Jurist, Wirtschaftswissenschaftler                                                                          | [ 23 ]     |
| Rudi Gernreich            | 1922–1985   | Modedesigner, Homosexuellen-Aktivist                                                                        |            |
| Kurt Gödel                | 1906–1978   | Mathematiker, Logiker                                                                                       |            |
| Friedrich Hacker          | 1914–1989   | Psychiater, Psychoanalytiker, Aggressionsforscher                                                           |            |
| Victor Franz Hess         | 1883–1964   | Physiker, Nobelpreis für Physik (1936)                                                                      |            |
| Fran Hosken               | 1920–2004   | Schriftstellerin, Aktivistin                                                                                |            |
| Ruth Hubbard              | 1924–2016   | Biologin, erste weibliche Vortragende an der Harvard University                                             |            |
| Heinrich Jalowetz         | 1882–1946   | Komponist                                                                                                   |            |
| Oscar Karbach             | 1897–1973   | Jurist |            |
| Kurt Kasznar              | 1913–1979   | Schauspieler                                                                                                |            |
| Robert Katscher           | 1894–1942   | Komponist                                                                                                   |            |
| Felix Kaufmann            | 1895–1949   | Rechtsphilosoph                                                                                             |            |
| Fritz Klein               | 1932–2006   | Bi-Aktivist                                                                                                 |            |
| Eugene Kleiner            | 1923–2003   | Ingenieur, Risikokapitalgeber, Mitbegründer von Fairchild Semiconductor                                     |            |
| Leopold Kohr              | 1909–1994   | Nationalökonom, Jurist, Staatswissenschaftler, Philosoph, Träger des Right Livelihood Award                 |            |
| Erich Wolfgang Korngold   | 1897–1957   | Komponist, Dirigent, Pianist                                                                                | [ 24 ]     |
| Ernst Krenek              | 1900–1991   | Komponist                                                                                                   |            |
| Charles K. Krieger        | 1914–1982   | Politiker, Bürgermeister von Jersey City                                                                    |            |
| Ernst Kris                | 1900–1957   | Kunsthistoriker, Psychoanalytiker                                                                           |            |
| Evelyn Lauder             | 1936–2011   | Unternehmerin, Philanthropin, gilt als Mitbegründerin des Pink-Ribbon                                       |            |
| Arthur Lenhoff            | 1885–1965   | Universitätsprofessor für Arbeitsrecht, Mitglied des Verfassungsgerichtshofs                                | [ 25 ]     |
| Hermann Leopoldi          | 1888–1959   | Komponist, Kabarettist, Klavierhumorist                                                                     |            |
| George Michael Low        | 1926–1984   | Soldat, Raumfahrttechniker, Manager des Apollo Spacecraft Program , Direktor der NASA (1970)                | [ 26 ]     |
| Alma Mahler-Werfel        | 1879–1964   | Persönlichkeit der Kunst-, Musik- und Literaturszene, Femme-fatale                                          |            |
| Thomas Mayer              | 1927–2015   | Wirtschaftswissenschaftler, Volkswirt                                                                       |            |
| Ludwig Mestler            | 1891–1959   | Künstler |            |
| Walter Mischel            | 1930–2018   | Persönlichkeitspsychologe                                                                                   |            |
| Lisette Model             | 1901–1983   | Photographin                                                                                                |            |
| Johannes Oesterreicher    | 1904–1993   | Theologe |            |
| Martin T. Orne            | 1927–2000   | Psychologe                                                                                                  | [ 27 ]     |
| Erika Ostrovsky           | * 1926      | Schriftstellerin                                                                                            |            |
| Marjorie Perloff          | 1931–2024   | Schriftstellerin, Literaturwissenschaftlerin, Literaturkritikerin                                           |            |
| Heinz Politzer            | 1910–1978   | Schriftsteller, Literaturwissenschaftler                                                                    |            |
| Stefan Thomas Possony     | 1913–1995   | Wirtschaftswissenschaftler, Militärstratege, konzipierte die amerikanische Strategic Defense Initiative SDI |            |
| Marcel Prawy              | 1911–2003   | Dramaturg, Opernkritiker                                                                                    |            |
| Ingo Preminger            | 1911–2006   | Literaturagent, Filmproduzent                                                                               |            |
| Otto Preminger            | 1905–1986   | Filmregisseur, Filmproduzent, Schauspieler, Theaterregisseur, Theaterdirektor                               |            |
| Ernst Pulgram             | 1915–2005   | Sprachwissenschaftler, Indogermanist, Romanist                                                              |            |
| Otto Redlich              | 1896–1978   | Chemiker |            |
| Theodor Reik              | 1888–1969   | Psychoanalytiker                                                                                            |            |
| Max Reinhardt             | 1873–1943   | Theaterregisseur, Intendant, Theatergründer                                                                 |            |
| Julius Rudel              | 1921–2014   | Dirigent |            |
| Wilhelm Siegmund Schlamm  | 1904–1978   | politischer Publizist                                                                                       |            |
| Robert Stolz              | 1880–1975   | Komponist, Dirigent                                                                                         |            |
| Karl von Terzaghi         | 1883–1963   | Begründer der modernen, wissenschaftlichen Bodenmechanik, Berater beim Bau des Assuan-Staudamms             |            |
| Georg Ludwig von Trapp    | 1880–1947   | K.u.k. Marineoffizier, U-Boot-Kommandant im Ersten Weltkrieg, Vater der singenden Trapp-Familie             |            |
| Rupert von Trapp          | 1911–1992   | Sänger |            |
| Agathe von Trapp          | 1913–2010   | Sängerin, Künstlerin                                                                                        |            |
| Maria Franziska von Trapp | 1914–2014   | Sängerin, Missionarin in Papua-Neuguinea                                                                    |            |
| Werner von Trapp          | 1915–2007   | Sänger |            |
| Hedwig von Trapp          | 1917–1972   | Sängerin, Lehrerin                                                                                          |            |
| Johanna von Trapp         | 1919–1994   | Sängerin |            |
| Martina von Trapp         | 1921–1951   | Sängerin |            |
| Rosmarie von Trapp        | * 1928      | Sängerin, Missionarin in Papua-Neuguinea                                                                    |            |
| Eleonore von Trapp        | 1931–1954   | Sängerin |            |
| Johannes von Trapp        | * 1939      | Sänger, Verwalter des Familienanwesens in Vermont                                                           |            |
| Milton Weber              | 1910–1968   | Geiger, Dirigent, Musikpädagoge                                                                             |            |
| Karl Weigl                | 1881–1948   | Komponist                                                                                                   |            |
| Franz Werfel              | 1890–1945   | Schriftsteller                                                                                              |            |
| Paul Wittgenstein         | 1887–1961   | Pianist |            |
| Peter Zinner              | 1917–2007   | Filmeditor                                                                                                  |            |
| Emile Zuckerkandl         | 1922–2013   | Evolutionsbiologe                                                                                           |            |
| Bruno Zwerling            | 1922–2008   | Künstler, Publizist, Biograph des Comedians Will Rogers                                                     |            |
|                           |             | |            |

### 1939–1945 (Zweiter Weltkrieg)
| Name                                | Lebensdaten | Emigration | Anmerkungen                                                                              | Referenzen           |
| ----------------------------------- | ----------- | ---------- | ---------------------------------------------------------------------------------------- | -------------------- |
| Raul Hilberg                        | 1926–2007   | 1939       | Historiker, Holocaustforscher                                                            | -                    |
| Lili Réthi                          | 1894–1969   | 1939       | Grafikerin und Malerin                                                                   | -                    |
| Eric Richard Kandel                 | *1929       | 1939       | Neurowissenschaftler, Nobelpreisträger für Medizin (2000)                                | -                    |
| Raoul Pleskow                       | 1931–2022   | 1939       | Komponist, Musikpädagoge                                                                 | [ 28 ]               |
| Eugene Braunwald                    | *1929       | 1939       | Kardiologe, Professor an der Harvard Medical School                                      | -                    |
| Richard Erdoes                      | 1912–2008   | 1939       | Künstler, Publizist, Aktivist für die Rechte der amerikanischen Indianer                 | -                    |
| Raina Fehl                          | 1920–2009   | 1939       | Historikerin, Schriftstellerin, Redakteurin, Ermittlerin während der Nürnberger Prozesse |                      |
| Elizabeth Gyring                    | 1886–1970   | 1939       | Komponistin                                                                              |                      |
| Erwin Knoll                         | 1931–1994   | 1939       | Journalist, Chefredakteur des „Progressive“ von 1973 bis 1994                            | [ 29 ] [ 30 ] [ 31 ] |
| Walter Kohn                         | 1923–2016   | 1939       | Physiker, Nobelpreisträger für Chemie (1998)                                             | -                    |
| Hans Peter Kraus                    | 1907–1988   | 1939       | Buchhändler                                                                              |                      |
| Fritz Lang                          | 1890–1976   | 1939       | Filmregisseur, Drehbuchautor, Schauspieler                                               | -                    |
| Joachim Neugroschel                 | 1938–2011   | 1939       | literarischer Übersetzer                                                                 |                      |
| Felix Salzer                        | 1904–1986   | 1939       | Musiktheoretiker, Pädagoge                                                               |                      |
| Lilia Skala                         | 1896–1994   | 1939       | Film- und Theaterschauspielerin                                                          | -                    |
| Paul Alfred Weiss                   | 1898–1989   | 1939       | Biologe                                                                                  | [ 32 ]               |
| Ernst Florian Winter                | 1923–2014   | 1939       | Historiker, Politikwissenschaftler, Gründungsdirektor der DAW, Teilnehmer am D-Day       | -                    |
| Turhan Bey                          | 1922–2012   | 1940       | Schauspieler                                                                             | -                    |
| Charles M. Herzfeld                 | *1925       | 1940       | Wissenschaftler, Direktor von DARPA                                                      | -                    |
| Paula Kann                          | 1922–2001   | 1940       | Skirennfahrerin, Olympiateilnehmerin in St. Moritz, Schweiz (1948)                       |                      |
| Hertha Pauli                        | 1906–1973   | 1940       | Schauspielerin, Autorin, Journalistin                                                    | -                    |
| Friedrich Torberg                   | 1908–1979   | 1940       | Schriftsteller, Journalist, Herausgeber                                                  | -                    |
| Robert Goldsand                     | 1911–1991   | 1940       | klassischer Pianist                                                                      |                      |
| Bruno Granichstaedten               | 1879–1944   | 1940       | Komponist                                                                                | -                    |
| Helen Singer Kaplan                 | 1929–1995   | 1940       | Sexualtherapeutin                                                                        |                      |
| Franz Leichter                      | *1930       | 1940       | Politiker                                                                                |                      |
| Margarethe Stonborough-Wittgenstein | 1882–1958   | 1940       | Unternehmerstochter, Unternehmerin, Ehefrau                                              | -                    |
| Franz Blei                          | 1871–1942   | 1941       | Schriftsteller, Übersetzer, Literaturkritiker                                            | -                    |
| Rudolf Kolisch                      | 1896–1978   | 1941       | Violinist, Gründer des Kolisch-Quartetts                                                 | -                    |
| Georg Kreisler                      | 1922–2011   | 1943       | Komponist, Sänger, Dichter                                                               | -                    |
| Elissa Landi                        | 1904–1948   | 1943       | Schauspielerin, Sängerin                                                                 | [ 33 ]               |
| Bibi Besch                          | 1942–1996   | 1945       | Schauspielerin                                                                           | -                    |
| Erna Furman                         | 1926–2002   | 1945       | Kinderpsychologin, Lehrerin                                                              |                      |

### 1946–2000
| Name                   | Lebensdaten | Emigration | Anmerkungen | Referenzen |
| ---------------------- | ----------- | ---------- | --- | ---------- |
| Peter L. Berger        | 1929–2017   | 1946       | Soziologe | -          |
| Otto Loewi             | 1873–1961   | 1946       | Pharmakologe, Nobelpreisträger für Medizin (1936)                                                              | -          |
| Arthur Schneier        | *1930       | 1947       | Rabbiner, Gründer und Vorsitzender der Appeal of Conscience Foundation                                         | -          |
| Georg von Békésy       | 1899–1972   | 1947       | Biophysiker, Physiologe, Nobelpreisträger für Medizin (1961)                                                   | -          |
| Kurt Schuschnigg       | 1897–1977   | 1948       | Bundeskanzler der ersten Republik, KZ-Häftling, Professor für Staatsrecht an der SLU                           | -          |
| Elliot Welles          | 1927–2006   | 1948       | Holocaustüberlebender, Holocaustforscher in Sachen Verantwortungsträger                                        | [ 34 ]     |
| Peter Safar            | 1924–2003   | 1946       | Mediziner, Forscher in Sachen Rettungsmedizin, „Vater“ der CPR (Cardiopulmonale Reanimation)                   | -          |
| Victor Pospischil      | 1915–2006   | 1950       | Priester, Gelehrter in kanonischem Recht, umstrittener Verteidiger geschiedener Katholiken                     |            |
| Leslie Sabo            | 1948–1970   | 1950       | Metallarbeiter, Soldat, Träger der Medal of Honor                                                              | -          |
| Gerhard Andlinger      | 1931–2017   | 1950       | Unternehmer |            |
| Gusti Huber            | 1914–1993   | 1952       | Schauspielerin                                                                                                 | -          |
| Hans G. Furth          | 1920–1999   | 1952       | Psychologe | -          |
| Peter Bodo             | *1949       | 1953       | Journalist | [ 35 ]     |
| Eric W. Gritsch        | 1931–2012   | 1954       | Kirchengeschichtler, Lutherforscher                                                                            | -          |
| Ludwig von Bertalanffy | 1901–1972   | 1955       | theoretischer Biologe, Systemtheoretiker                                                                       | -          |
| Bargil Pixner          | 1921–2001   | 1956       | Benediktiner, Bibliothekar, Archäologe, führte prominente Pilger wie Jimmy Carter und Helmut Kohl durch Israel | [ 36 ]     |
| Helene von Damm        | *1938       | 1959       | Politikerin, ehemalige Botschafterin der Vereinigten Staaten in Österreich                                     | -          |
| Paul Watzlawick        | 1921–2007   | 1960       | Kommunikationswissenschaftler, Psychotherapeut, Philosoph, Schriftsteller                                      | -          |
| Otto F. Kernberg       | *1928       | 1961       | Psychoanalytiker                                                                                               | -          |
| Elfi von Dassanowsky   | 1924–2007   | 1962       | Sängerin, Pianistin, Filmproduzentin                                                                           | [ 37 ]     |
| Mischa Haussermann     | 1941–2021   | 1965       | Schauspieler                                                                                                   | -          |
| Erich S. Gruen         | *1935       | 1966       | Althistoriker, Österreichisches Ehrenkreuz für Wissenschaft und Kunst                                          | -          |
| John Ruggie            | *1944       | 1967       | Politikwissenschaftler der Universität Harvard, seit 2005 UN-Sonderbeauftragter für Menschenrechte             | -          |
| Arnold Schwarzenegger  | *1947       | 1968       | Schauspieler, Politiker                                                                                        | [ 38 ]     |
| Gerhard Ringel         | 1919–2008   | 1969       | Mathematiker, Pionier im Bereich Kombinatorik und Graphentheorie                                               | -          |
| Ray Wersching          | *1950       | 1969       | American-Football-Spieler (Position des Kickers) u. a. bei den San Francisco 49ers                             | -          |
| Wally Ziaja            | *1949       | 1970       | Fußballspieler, Fußballtrainer                                                                                 |            |
| Mike Winter            | *1952       | 1972       | Fußballspieler                                                                                                 | [ 39 ]     |
| Francis Lawrence       | *1970       | 1973       | Regisseur, Grammy Preisträger (2011 – Bestes Musik-Kurzvideo)                                                  | -          |
| Wolfgang Puck          | *1949       | 1973       | Koch, Unternehmer, Szenegastronom                                                                              | [ 40 ]     |
| Anton Linhart          | 1942–2013   | 1974       | American-Football-Spieler, erfolgreichster Scorer der NFL 1976                                                 | -          |
| Günter Singer          | *1967       | 1992       | Filmproduzent, privater Sicherheits- und Militärunternehmer                                                    | -          |
| Boris Kodjoe           | *1973       | 1995       | Schauspieler, Fotomodell                                                                                       | -          |
| Peter Rauhofer         | 1965–2013   | 1995       | Musiker, DJ |            |
| Mercedes Helnwein      | *1979       | 1997       | Künstlerin, Schriftstellerin                                                                                   | -          |
| Joe Neurauter          | *1977       | 1997       | Independent-Filmproduzent                                                                                      |            |

## 21. Jahrhundert
| Name              | Lebensdaten | Emigration | Anmerkungen | Referenzen |
| ----------------- | ----------- | ---------- | ----------- | ---------- |
| Franz Welser-Möst | *1960       | 2002       | Dirigent    | -          |